# إلين تان
إلين تان (بالإنجليزية: Elaine Tan)‏ هي ممثلة بريطانية، ولدت في 28 يونيو 1982 بلندن في المملكة المتحدة.

## أعمال

### أفلام
- (2014) خطيئة متأصلة[2]

## وصلات خارجية
- إلين تان على موقع IMDb (الإنجليزية)
- إلين تان على موقع ألو سيني (الفرنسية)
- إلين تان على موقع أول موفي (الإنجليزية)
- إلين تان على موقع قاعدة بيانات الفيلم (الإنجليزية)